# Parodia alacriportana
Parodia alacriportana är en kaktusväxtart som beskrevs av Curt Backeberg och Voll. Parodia alacriportana ingår i släktet Parodia och familjen kaktusväxter. Inga underarter finns listade i Catalogue of Life.